# Meredith Miles Marmaduke
Meredith Miles Marmaduke, född 18 augusti 1791 i Westmoreland County, Virginia, död 26 mars 1864 i Saline County, Missouri, var en amerikansk demokratisk politiker. Han var Missouris viceguvernör 1840–1844 samt guvernör från februari till november 1844. Han var far till John S. Marmaduke.
Marmaduke var verksam inom handeln och jordbrukssektorn i Missouri. Dessutom tjänstgjorde han som domare i Saline County.
Marmaduke efterträdde 1840 Franklin Cannon som Missouris viceguvernör. Guvernör Thomas Reynolds avled 1844 i ämbetet och efterträddes av Marmaduke. Han efterträddes senare samma år i guvernörsämbetet av John Cummins Edwards.